# Chim sâu sọc đỏ
Chim sâu sọc đỏ (danh pháp hai phần: Dicaeum australe) là một loài chim lá thuộc chi Dicaeum trong họ Chim sâu. Đây là loài bản địa Philippines. Môi trường sống tự nhiên của chúng là rừng đất thấp ẩm cận nhiệt đới hoặc nhiệt đới. D. haematostictum trước đây được coi là một phân loài của loài chim này.